# Saint-Jouan-de-l'Isle
Saint-Jouan-de-l'Isle (tiếng Breton: Sant-Yowan-an-Enez) là một xã của Pháp.

## Dân số
Người dân ở Saint-Jouan-de-l'Isle được gọi là Saint-Jouannais.